# Thomas Chaucer

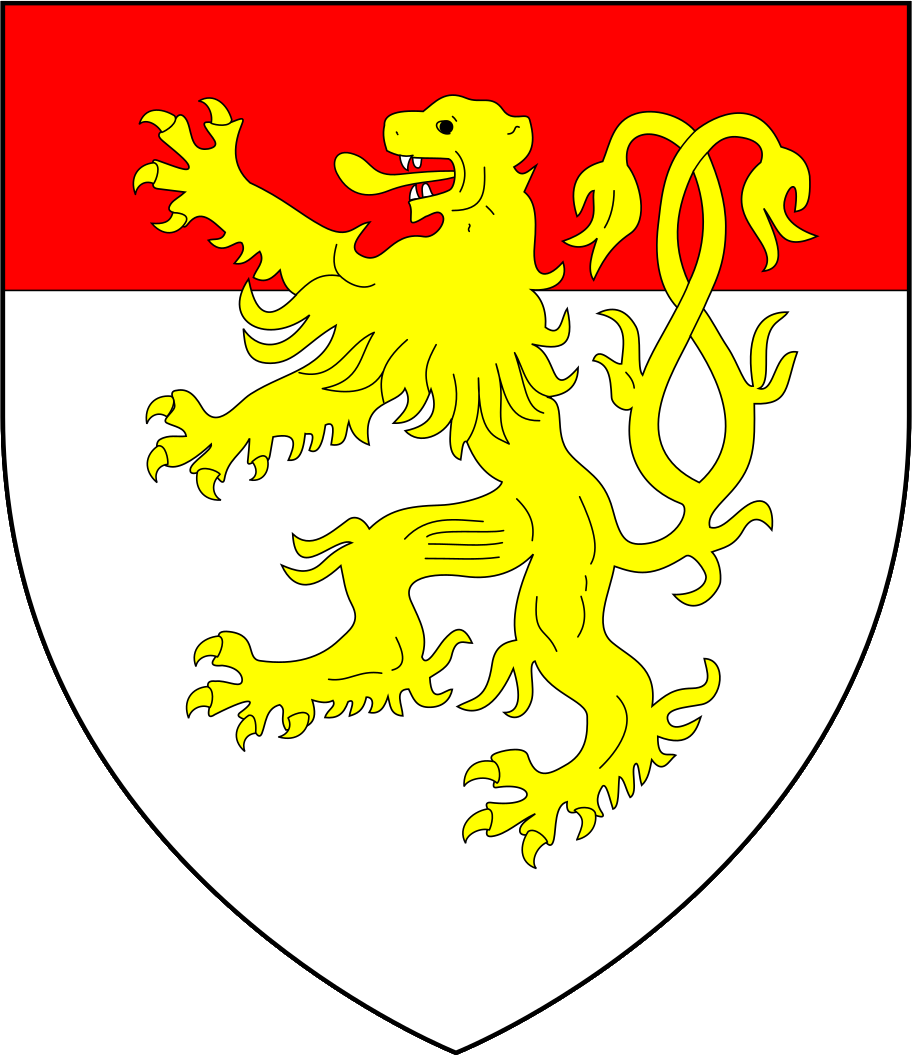
Wappen des Thomas Chaucer

Thomas Chaucer (* um 1367; † 14. März 1434) war ein englischer Höfling und Politiker.

## Leben
Chaucer war der älteste Sohn des berühmten Dichters Geoffrey Chaucer aus dessen Ehe mit Philippa Roet, Tochter des Sir Payne Roet und Schwester von Catherine Swynford, Mätresse, später Gattin von John of Gaunt, 1. Duke of Lancaster.
Er heiratete schon um 1395 Mathilda, zweite Tochter von Sir John Burghersh (1343–1391), Neffe von Henry Burghersh, Bischof von Lincoln, Schatzmeister und Kanzler des Königreiches. Diese Verwandtschaft und die mit John of Gaunt wirkte sich sehr günstig auf seine Karriere aus. Aus dem Recht seiner Gattin erbte er das Gut Ewelme in Oxfordshire, das er zu seinem Wohnsitz machte. Am Hof Richards II. bekleidete er ab 1398 auf Lebenszeit das Hofamt des Mundschenks (Chief Butler). 1402 wurde Thomas Chaucer zum Sheriff von Berkshire und von Oxfordshire ernannt und erhielt in der Folgezeit weitere Verwaltungsposten. Von 1400 bis 1431 war er als Knight of the Shire für Oxfordshire Mitglied des House of Commons und war 1407, 1410, 1411, 1414 und 1421 auch Sprecher dieser Parlamentskammer.
Chaucer folgte 1415 König Heinrich V. auf dessen Feldzug nach Frankreich, wofür er ein Kontingent von zwölf Men-at-Arms und 37 Bogenschützen mitbrachte, und nahm an der Belagerung von Harfleur und der Schlacht von Azincourt teil. 1417 wurde er beauftragt, die Friedensbedingungen mit Frankreich auszuhandeln. 1427, unter dem damals noch minderjährigen Heinrich VI., wurde er abgelöst, jedoch kurze Zeit später wieder eingesetzt. Thomas Chaucer bekam daraufhin vom König das Wallingford Castle übertragen und wurde 1431 Nachlassverwalter der Duchess of York. Der sehr wohlhabende Mann spendete mit £200 den höchsten Einzelbetrag, als der König erneut Geld für den Krieg gegen Frankreich auftreiben ließ. Er starb am 14. März 1434 als hochangesehener Mann und wurde bei Ewelme begraben.

## Nachfahren
Er hatte eine Tochter names Alice, die er im Alter von elf mit Sir John Philip verheiratete, als Wohnsitz des Paares kaufte er Schloss Donnington. Die Ehe wurde allerdings nie vollzogen, da Sir John im selben Jahr starb. In zweiter Ehe heiratete sie Thomas Montagu, 4. Earl of Salisbury, mit dem sie ebenfalls keine Kinder hatte. Die dritte Ehe ging sie um 1430 mit William de la Pole, 4. Earl of Suffolk, ab 1448 Duke of Suffolk, einem Kriegshelden, der 1450 gefangen genommen und enthauptet wurde. Dieser Ehe entstammen zwei Söhne und eine Tochter. Der älteste Sohn heiratete in erster Ehe die spätere Königsmutter Margaret Beaufort.